# ستيفن كوهن
ستيفن كوهن (27 فبراير 1986 مارسيليا فرنسا - ) هو لاعب كرة قدم إسرائيلي يلعب كلاعب وسط.

## روابط خارجية
- ستيفن كوهن على موقع قاعدة بيانات كرة القدم.إي يو (الإنجليزية)